# Artoria schizocoides
Artoria schizocoides là một loài nhện trong họ Lycosidae.
Loài này thuộc chi Artoria. Artoria schizocoides được Volker W miêu tả năm 2007. Framenau & Hebets.